# Lodge Park
Lodge Park – miejscowość w dystrykcie Redditch, w Worcestershire, w Anglii. W 2011 miejscowość liczyła 5688 mieszkańców.